# Немирівський конгрес
Немирівський конгрес — мирні переговори Росії та Австрії з Туреччиною під час російсько-турецької війни 1735-1739 років. Проходив в Немирівському палаці графа Юзефа Потоцького з 16 серпня по 11 листопада 1737 року в містечку Немирів.
Конгрес було скликано за ініціативи Туреччини, яка після вступу у війну Австрії сподівалась виграти час і підготуватися до продовження війни також і проти Австрії.
Російська делегація пред'явила Туреччини неприйнятні вимоги в тому числі: укладання нових російсько-турецьких договорів замість існуючих; передача Росії Кубані, Криму і земель між гирлами Дону і Дунаю; проголошення Молдавії та Валахії незалежними князівствами під протекторатом Росії тощо. Туреччина відмовилася прийняти ці вимоги.
Не підтримала ці вимоги і союзна Росії Австрія, яка висунула свої вимоги щодо частини Молдавії та Валахії, Сербії та Боснії. Росія у свою чергу не могла підтримати величезні і необґрунтовані австрійські претензії.
Використовуючи австро-російські протиріччя та за дипломатичної підтримки Франції, Туреччин, ще до закриття конгресу, почала наступ проти австрійських військ на Балканах, в результаті якого Австрія зазнала поразки.
Немирівський конгрес закрився, не привівши до укладання мирної угоди.